# بوينغ بيرد أوف براي
طائرة بوينغ بيرد أوف براي (طائرة الطيور الجارحة) هي جزء من المشروع الأسود للطيران الذي يهدف إلى تطوير وإظهار تقنيات التخفي. تم تطويرها من قبل شركة ماكدونيل دوغلاس وبوينغ في تسعينيات القرن العشرين. تم تأمين 67 مليون دولار لتمويل المشروع ولهذا يعتبر منخفض التكلفة مقارنة مع العديد من البرامج الأخرى المماثلة في الحجم. لاحقا، تتم استخدام التكنولوجيا المتقدمة والمواد التي طورت في طائرة بوينغ إكس-45 القتالية بدون طيار. لا توجد خطط لإنتاج هذه الطائرات. وتتميز بأنها معددة لاستكشاف التكنولوجيا.

## وصلات خارجية
- [صفحة بيرد آوف براي (http://www.globalsecurity.org/military/systems/aircraft/bop.htm الطيور الجارحة) على موقع GlobalSecurity.org]